# Зеленінський цвинтар
«Зеленінський цвинтар» («Зеленинский погост») — радянський художній фільм 1989 року, знятий режисером Борисом Лізнєвим на кіностудії «Ленфільм».

## Сюжет
Віктор приїжджає до села, щоби поставити пам'ятник дідові. Не знайшовши в будинку потрібної фотографії, він звертається за допомогою до сільського «колекціонера». Фільм — про безглузду спробу героя знайти душевний спокій там, де пройшло його дитинство. Фон, на якому розгортається дія — розорене російське село з покинутими будинками, невиробленими ріллями, розграбованим храмом.

## У ролях
- Ігор Махров — головна роль
- Єлизавета Вороніна — роль другого плану
- Анна Овсянникова — роль другого плану
- Сергій Полевой — роль другого плану
- М. Вілісов — роль другого плану
- А. Гараніна — роль другого плану
- А. Коротін — роль другого плану
- А. Сковородов — роль другого плану
- Є. Ярська — роль другого плану

## Знімальна група
- Режисер — Борис Лізнєв
- Сценарист — Борис Лізнєв
- Художник — Михайло Гаврилов